# Рыхлитель
Рыхли́тель — строительная машина, предназначенная для предварительного рыхления тяжёлых, каменистых и мёрзлых грунтов.

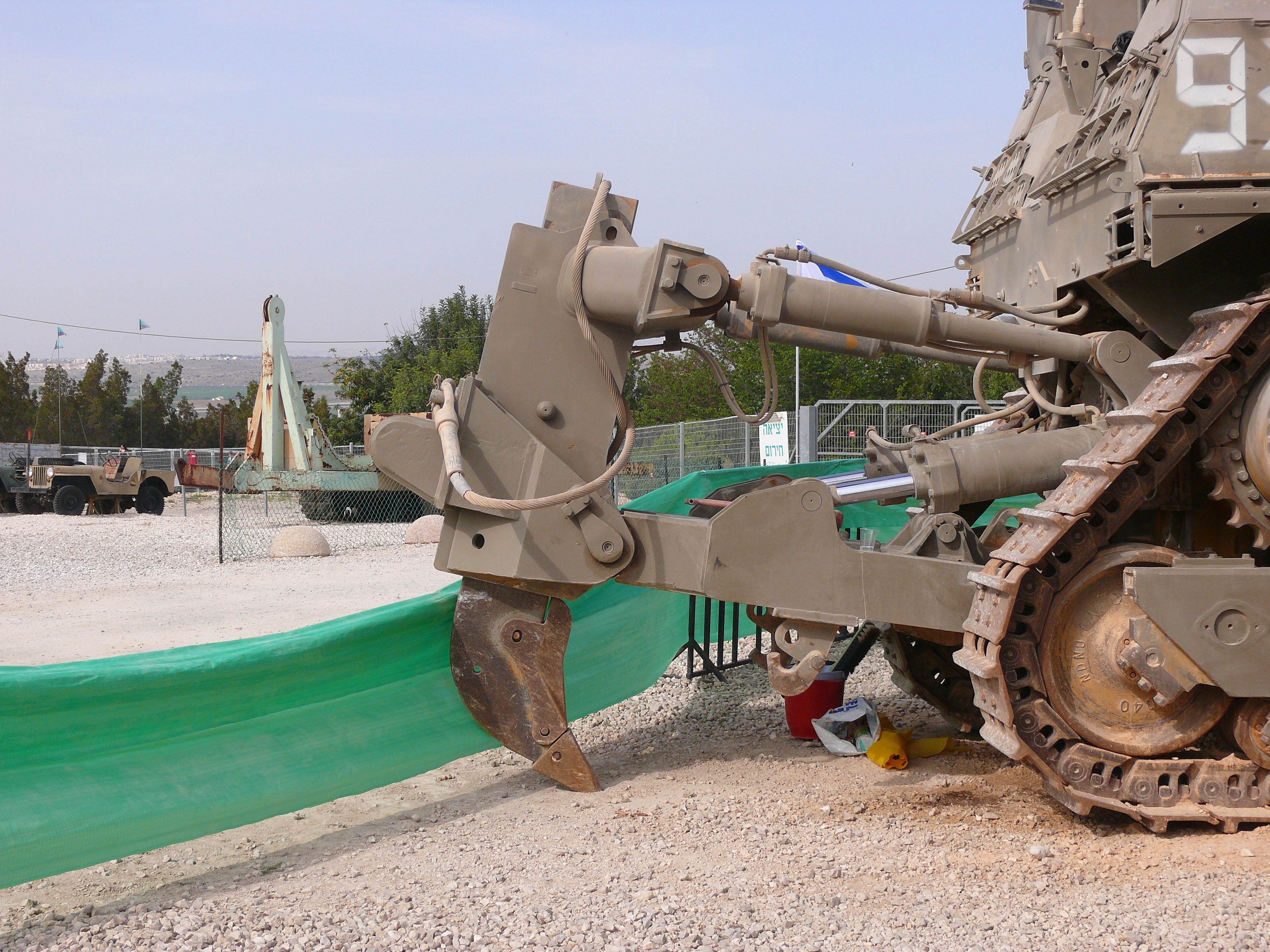
Навесное рыхлительное оборудование на базе машины Катерпиллер D9

Рыхлители обычно выполняют на базе той же машины, что и бульдозеры. Иногда на одну и ту же базовую машину трактор навешивают как бульдозерный отвал, так и рыхлительное оборудование. Тогда такая машина называется бульдозер-рыхлитель.

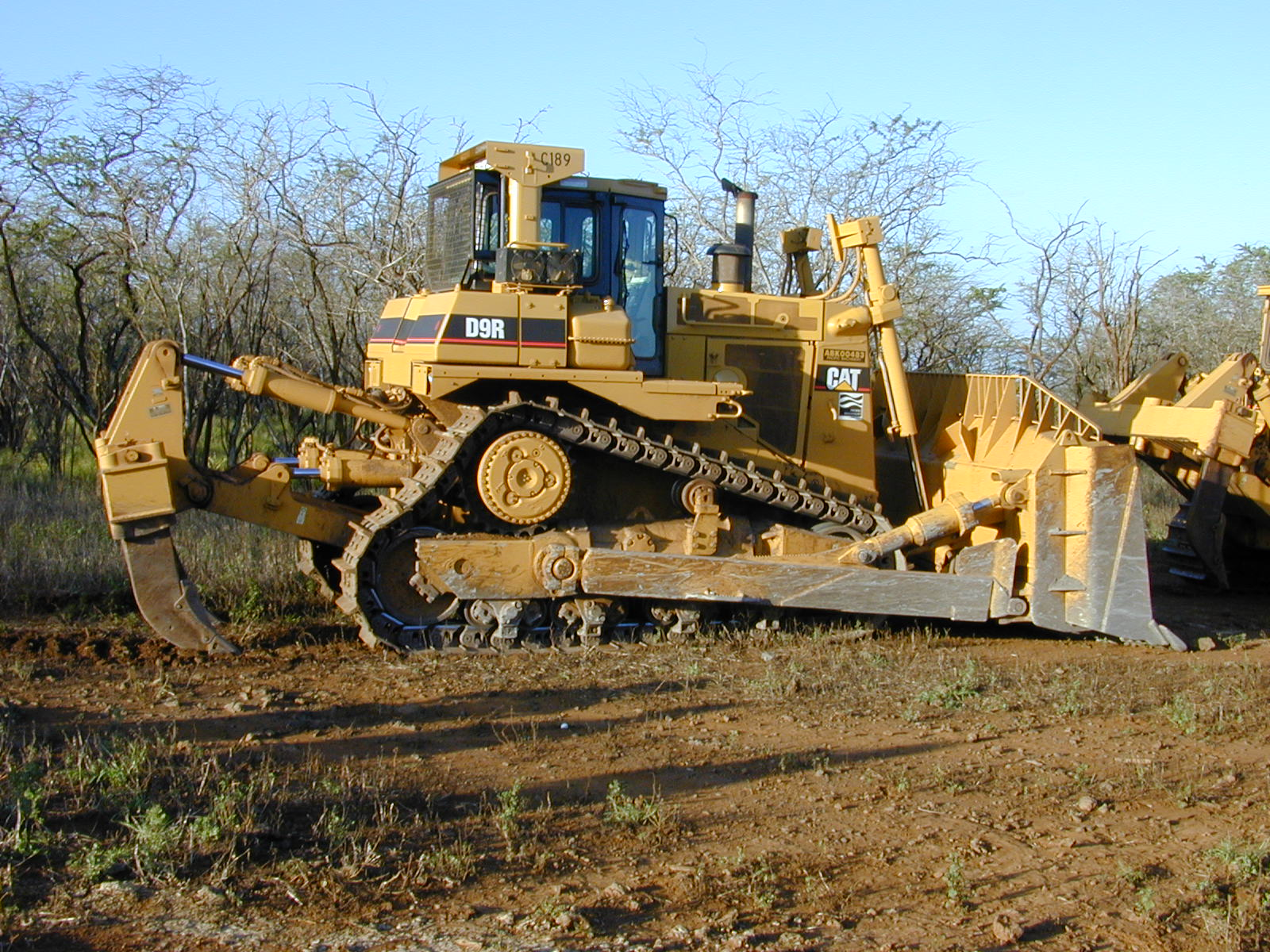
Бульдозер-рыхлитель Катерпиллер D9R

Рыхлительное оборудование во многих случаях навешивается также на тягачи и автогрейдеры.

## Классификация рыхлителей
По назначению рыхлители различают:
- рыхлители общего назначения, у которых глубина рыхления составляет до 1000 мм;
- рыхлители специального назначения, применяемые для более глубокого рыхления.

Также рыхлители классифицируют в зависимости от тягового класса трактора и по типу движителя.